# Municipio de Vergennes (Illinois)
El municipio de Vergennes (en inglés: Vergennes Township) es un municipio ubicado en el condado de Jackson en el estado estadounidense de Illinois. En el año 2010 tenía una población de 771 habitantes y una densidad poblacional de 7,97 personas por km².

## Geografía
El municipio de Vergennes se encuentra ubicado en las coordenadas 37°54′20″N 89°19′5″O / 37.90556, -89.31806. Según la Oficina del Censo de los Estados Unidos, el municipio tiene una superficie total de 96.76 km², de la cual 94,79 km² corresponden a tierra firme y (2,04 %) 1,98 km² es agua.

## Demografía
Según el censo de 2010, había 771 personas residiendo en el municipio de Vergennes. La densidad de población era de 7,97 hab./km². De los 771 habitantes, el municipio de Vergennes estaba compuesto por el 97,15 % blancos, el 0,26 % eran afroamericanos, el 0,13 % eran amerindios, el 0,13 % eran asiáticos y el 2,33 % eran de una mezcla de razas. Del total de la población el 1,95 % eran hispanos o latinos de cualquier raza.